# Edlaston and Wyaston
Edlaston and Wyaston est un village du Derbyshire, en Angleterre.